# Murat IV.
Murat IV. (16. lipnja 1612. – 9. veljače 1640.), osmanski sultan.
Murat IV. Okrutni postaje osmanski sultan 1623. godine nakon puča u kojem je svrgnut njegov stric Mustafa I.
U svakom velikom carstvu koje krene putem propadanja pojavi se iznimna povijesna ličnost koja na tren vrati prijašnju državnu snagu utjerujući strah u kosti neprijateljima. Ti državni lideri na kraju ipak nikad nisu uspješni više zbog sudbinskih faktora nego njihove sposobnosti. Ukratko, ono što je za Rim bio Julijan Apostata to je za Osmansko Carstvo Murat IV.
Tijekom njegovog maloljetstva država se nastavila kretati putem rasula do velikih nemira 1631. godine koje Murat koristi za početak samostalne vladavine. S ciljem ponovne uspostave tvrdog državnog poretka sultan počinje s masovnim pogubljenjima pobunjenika, svojih vlastitih vojnika koji mu prijete pobunom i onih koji su ogrezli u korupciju. Broj žrtava tih čistki bio je najmanje 100 tisuća tijekom njegovih deset godina vlasti, ali posljedica je bila očita. Osmansko Carstvo je ponovno počelo funkcionirati. 
Poslije tako postignutog unutrašnjeg mira počinje rat s Perzijom u kojemu Murat IV. na čelu svoje vojske osvaja Bagdad i pobjednički završava rat 1639. godine.
Povratkom u Istanbul izdaje naredbe za ekonomsku reformu države koja nikad neće biti provedena zbog njegove prerane smrti u 27. godini života, 9. veljače 1640. godine.
Strahujući od mogućih nemira i htijući osigurati nasljedstvo svojoj djeci pogubljuje jednog svog brata, ali drugog, Ibrahima I. ostavlja na životu smatrajući ga nesposobnim za nasljeđivanje. Na samrtnoj postelji on mijenja svoje mišljenje i naređuje Ibrahimovo pogubljenje, ali tu posljednju naredbu njegovi su ljudi odbili izvršiti tako da ga je ipak naslijedio nesposobni brat.
| Prethodnik: | Vladar Osmanskog Carstva (1623. – 1640.) | Nasljednik: |
| Mustafa I.  | Vladar Osmanskog Carstva (1623. – 1640.) | Ibrahim I.  |